# Optielt
Optielt is een plaats in de Vlaams-Brabantse gemeente Tielt-Winge, behorende tot de deelgemeente Tielt.
Optielt ligt op een hoogte van 55 meter. Van noord naar zuid neemt de hoogte toe van 33 tot 78 meter.
De Sint-Martinuskerk is de parochiekerk van Optielt.
Ten westen van Optielt ligt het natuurgebied Walenbos.

## Nabijgelegen kernen
Tielt, Bekkevoort, Molenbeek, Meensel